# Перуджійське герцогство
Перуджійське герцогство (лат. Ducatus Perusianus; грец. Δουκάτο της Περούτζια) — герцогство (лат. ducatus) або дукат (грец. Δουκάτο) в італійській частині Візантійської імперії. Його цивільне та військове управління контролювалося дуксом (лат. dux; грец. Δουξ), якого попервах призначав і контролював преторіанський префект Італії (554—584), а пізніше візантійський Равеннський екзархат (584—751). Столицею герцогства була Перуджа (лат. Perusia — Перусія), розташована в його центрі.
Мало велике стратегічне значення для візантійців, оскільки забезпечувало сполучення між візантійськими володіннями в Центральній Італії — Равеннським екзархатом зі столицею Равенна на східному узбережжі з Римським герцогством з Римом, містом перебування Пап Римських на західному узбережжі. Таким чином контрольоване візантійцями Перуджійське герцогство розривало звязок між лангобардськими володіннями в Італії — Великою Лангобардією зі столицею Лангобардського королівства в Павії на півночі та Малою Лангобардією на півдні. Безпосередньо з Перуджійським герцогством мали спільний кордон лангобардське Тусційське герцогство зі столицею в Луцці на півночі і Сполетське герцогство на півдні. Це стратегічне розташування призводило до постійних взаємних нападів лангобардських і візантійських військ.
Американський історик Томас Нобл припустив, що коли папа Григорій III вів переговори в 739—740 роках з правителем Франкського королівства Карлом Мартелом про допомогу проти лангобардів, він вже передбачав створення незалежної держави свого «особливого народу» (peculiarem populum), тобто жителів Римського та Перуджійського герцогств, які, перебували далеко від Равенни, столиці візантійських володінь і в обороні своєї території та у зовнішніх відносинах більше залежали від Папи Римського, ніж від візантійського екзарха Равенни.
Спадкоємець лангобардського престолу Гільдепранд і герцог лангобардської Віченци Передео об'єдналися для завоювання візантійської Равенни, ймовірно, у 737—740 роках. За словами тогочасного ломбардського історика Павла Диякона, це сталося перед тим, як «римляни, опухлі своєю звичною гордістю, зібралися з усіх боків під проводом Агато, герцога перуджійців, і прийшли, щоб захопити Бононію (Болонью), де Валькарі, Передео та Роткарі тоді перебували в таборі, але останні кинулися на римлян і вчинили велику бійню і змусили тих, хто вижив, шукати втечі». На думку сучасних істориків Георга Вайца, Яна Галленбека та Паоло Делогу, це відбулося перед недовгочасним завоюванням лангобардами Равенни. Найпоширеніша інтерпретація полягає в тому, що Агато намагався повернути Болонью, яка була частиною його герцогства, поки її не завоював Лютпранд близько 727—730 років, і таким чином порушив перемир'я між візантійцями та лангобардами, спровокувавши таким чином напад на Равенну.
У 749 році лангобардський король Рачіс вторгся в Перуджійське герцогство і Пентаполь, взявши в облогу столицю Перуджу. Папа Захарій зустрівся з королем лангобардів у Перуджі та переконав його зняти облогу, зректися престолу та піти в монастир. Існує припущення, що Рачіс був змушений напасти на візантійську територію в Італії через те, що Захарій порушив умови двадцятирічного перемир'я згідно Тернійського миру, укладеному з лангобардами його попередником. У будь-якому випадку, згідно з біографом Захарія в Liber pontificalis, «уся Італія була спокійна» між вступом Речіса на престол у 745 році та його нападом на Перуджу в 749 році.
З падінням візантійського Равеннського екзархату та захопленням Равенни лангобардами в 751 році, до 752 року території колишнього візантійського Перуджійського герцогства опинилось під фактичною папською владою. В праці Людовіціана (Ludovicianum), яка може датуватися не раніше 774 року, міста Римського герцогства перераховані з півночі на південь, а міста колишнього Перуджійського герцогства додано до міст підвладної Риму частини Тусції, що вказує на те, що на момент завоювання Лангобардського королівства франками, Перуджа входила до складу Римського герцогства, яке фактично керувалось Папами Римськими. Фактично, Перуджійське герцогство як окрема політична одиниця не може бути нанесено на карту пізніше 740-х років.

## Подальше читання
- Diehl, Charles (1888). Études sur l'administration byzantine dans l'Exarchat de Ravenne (568–751). Т. 53. Paris, France: Bibliothèque des écoles françaises d'Athènes et de Rome.